# Lac Nipigon
Pour les articles homonymes, voir Nipigon.
Le lac Nipigon est le plus grand lac situé entièrement dans la province de l’Ontario, au Canada. Il se situe à environ 120 km au nord de la ville de Thunder Bay. Il est parfois décrit comme le sixième grand lac. Situé à 260 mètres d'altitude, le lac se déverse via la rivière Nipigon dans le lac Supérieur au niveau de la baie de Nipigon.  
Le lac a une superficie (îles du lac incluses) de 4 848 km2. Les plus grandes îles sont les îles Geikie, katatota, Kelvin, Logan, Murchison, Murray, Shakespeare et l’île du Caribou. La profondeur maximale est de 165 mètres. 
Le lac est connu pour ses collines dominantes et pour ses plages de sable noir. Cette teinte noire-verte est causée par la présence de fines particules d’un minéral appelé pyroxène. La région du lac est une zone importante d’habitat pour le caribou des bois.

## Histoire
Le jésuite français Claude Allouez célébra la première messe près de la rivière Nipigon le 29 mai 1667. Il visita le village des indiens Nipissing qui s’étaient réfugiés dans la région lors de l’attaque des Iroquois en 1649-1650. Dans les écrits du jésuite, le lac était nommé lac Alimibeg ou Alemipigon ou Alepigon. Au XIXe siècle, il était souvent épelé lac Nepigon.
En 1683, Daniel Greysolon du Lhut établit un comptoir pour le commerce des fourrures appelé Fort Tourette en hommage à son frère Claude Greysolon de la Tourette. La carte de Hubert Jaillot 1685 de la Nouvelle France positionnait le fort dans la baie Ombabika au nord-est du lac. Ce poste, comme la plupart des postes de l'ouest, fut fermé en 1696 par ordre du roi, lorsque, à la suite d'un surplus de castors, le système de congés établi en 1681 fut aboli. Ce poste de traite rouvrit au XVIIIe siècle comme une dépendance du fort Kaministiquia et fut commandé par Jean Baptiste Nicolas Roch de Ramezay parmi d'autres. Le comptoir resta actif jusqu’à la fin du régime français.
Après le traité de Paris de 1763, la zone devint britannique et la compagnie de la baie d’Hudson a étendu sa zone de commerce au lac. Bien que faisant partie intégrante de l’empire britannique, la zone jusqu’au lac Supérieur ne fut cédée par les indiens Ojibwés qu’en 1850 lors du traité de Robinson.

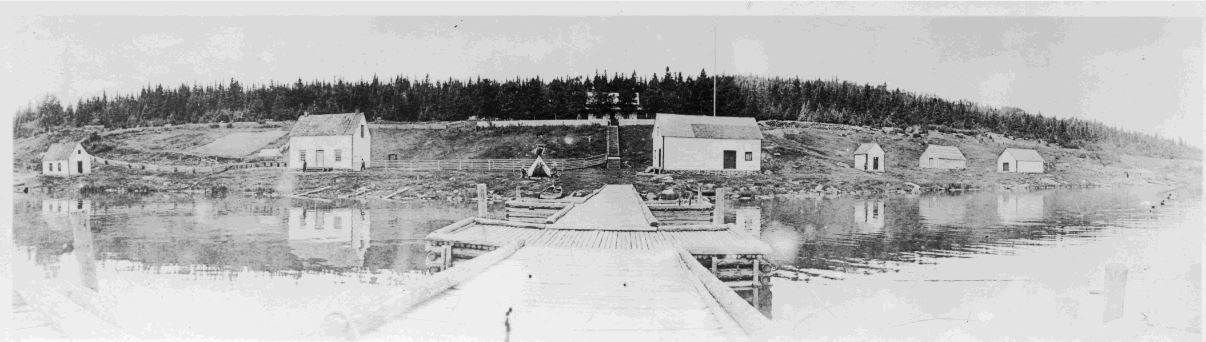
HBC Nipigon House, 1880

Une petite réserve fut créée pour le chef indien Mishe-muckqua à côté du lac Nipigon. En 1871, le lac fut intégré dans le nouveau district de Thunder Bay. La municipalité de Nipigon fut intégrée en 1908 et celle de Greenstone (Comprenant Orient Bay, MacDiarmid, Beardmore, Nakina, Longlac, Caramat, Jellicoe and Geraldton.) en 2001.
En 1943, le Canada et les États-Unis s’entendirent pour créer un détournement vers le lac Nipigon de l’eau de la rivière Ogoki dont l’eau s’écoulait initialement directement vers la baie d’Hudson. L’eau fut détournée pour alimenter trois projets hydroélectriques sur la rivière Nipigon. 

### Tombe viking
Selon Hjalmar R. Holand, une tombe de Viking fut découverte près de Beardmore le long du lac,.

## Transport
La ligne principale du chemin de fer canadien passe au nord du lac et il existe aussi des lignes secondaires au sud-est du lac. La voie rapide 11 passe également au sud-est du lac.

## Premières Nations
La population autochtone (Obijwé) est composée des nations de Animbiigoo Zaagi'igan, de la baie rocheuse, de la pointe du sable, du lac Helen et de la baie Gull.